# Élő szerepjáték

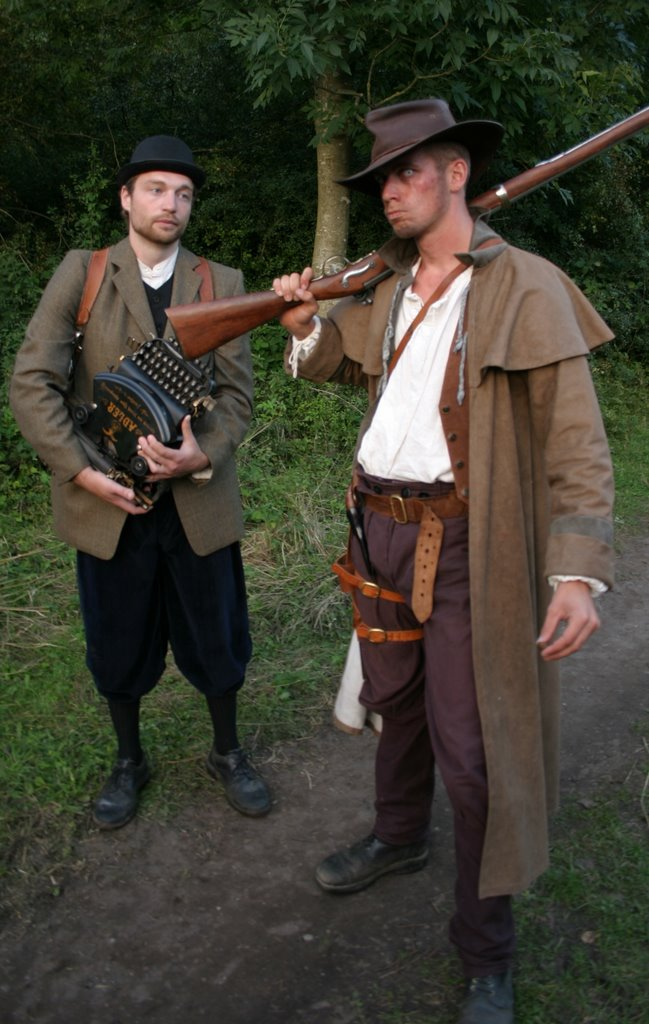
Szerepjátékosok beöltözve

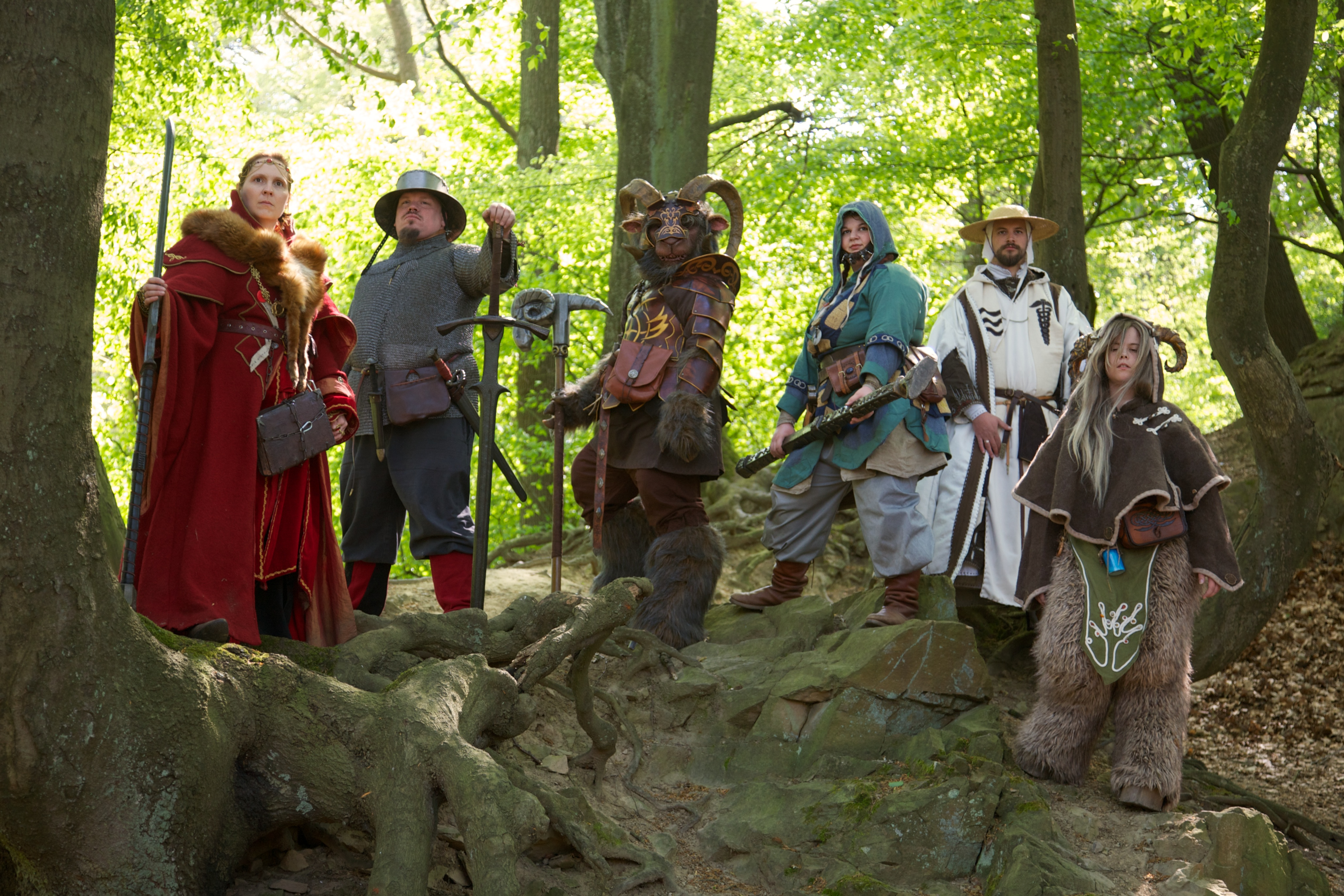
Német élő szerepjátékosok

Az élő szerepjáték (LARP, Live action role-playing game) egy szabályhangsúlyos szabadidős tevékenység. Résztvevői egy karaktert, annak beszédét és mozgásait rögtönözve, kitalált környezetben, maguk jelenítenek meg. A játékosok cselekedeteit szabályok – amiket a játékvezetők ügyelnek –, vagy konszenzusok alakítják. Ez a játékforma az asztali szerepjáték (RPG) alapján alakult ki az 1970-es évektől.

## Általánosságban
Az élő szerepjáték, LARP (ami az angol kifejezésből, a Live action role-playing game, származó mozaikszó) vagy a már kifejezéssé vált kisbetűs írásmódú LARP, illetve Live Role-playing (LRP, ami a LARP alternatív megnevezése is egyben)) nevében hordozza, hogy szoros kapcsolatban áll az RPG-kkel. Egy olyan játék, ahol a játékosok általában egy előre megalkotott „valóságban” játszanak végig, de ahol ők maguk az élő szereplők. A párbeszédek nincsenek előre megírva, ott a helyszínen rögtönzöttek. A legtöbb LARP rendelkezik egy saját szabálykönyvvel, mely alapján a játékosok megalkotják a saját eljátszandó karakterüket.
Mindamellett, hogy a játékban korlátok (szabálykönyv, karakterlap) is érvényesülnek, s a társak jelenléte is kontrollt ad, lehetőséget nyújt az egyéni ötleteknek, és arra, hogy a játékosok egy tőlük független karakter bőrébe bújhassanak. Fontos részei lehetnek a különféle díszletek, jelmezek, kellékek és elkészítésük is. A gyakran magas résztvevőszám és a rendelkezésre álló terek következményeképpen a játékban egymástól független, párhuzamosan futó események alakulhatnak ki. Az egy vagy több játékvezető feladata a szabályok segítségével meghatározni a résztvevők tetteinek eredményét – de nem közvetlenül irányítani –, illetve frissíteni a játékvilág állapotát, amire aztán a játékosok újra reagálhatnak. Ez a fajta szimultán akció a LARP-ok egyik legfeltűnőbb jellegzetessége.
Az élő szerepjátékoknak általános célja, hogy a játékosok próbára tehessék ügyességüket, találékonyságukat és színészi képességeiket. Többféle változata van, némelyik csupán abban tér el az asztali szerepjátékoktól, hogy sok játékos játssza egyszerre, de a képességek használata még mindig a karakterlap alapján történik, míg más játékok a karakter lehetőségeit a résztvevők valós képességeivel azonosítja. Persze a legtöbb játék a két szélsőséges eset között van valahol félúton. A kamara LARP-ok (chamber LARP) kevés résztvevőre tervezett, személyesebb hangvételű, a hangsúlyt a közös történetalkotásra helyező játékok, illetve külön elnevezése van a pedagógia módszerként alkalmazott LARP-oknak is, ezek az edu-LARP-ok. A LARP-ok egyik legtekintélyesebb áramlatában, a Nordic LARP-ban fokozatosan előtérbe került a (művészi) igényesség és a valós társadalmi problémák több nézőpontú megértésére törekvő, fokozottabb érzékenység kifejlesztése alkalmas feldolgozás igénye is.

## Története
A szerepjáték vagy szerepjátszás hosszú időre visszanyúló hagyományokkal rendelkezik. Ilyenek például a különböző misztériumjátékok vagy a történelmi újrajátszások is.
A LARP feltételezett kialakulása a korábbról ismert szerepjátékok és az 1970-es évekre kiformálódó asztali szerepjátékok egymásra gyakorolt hatására történt. Az első feljegyzett játék, amely ekként vált ismeretté, 1977-ben Washington D. C.-ben a Dagorhir volt, ami egy Tolkien és a középkori történelem iránti lelkesedő egyetemista baráti kör által előadott „kültéri improvizációs harci játék” volt. Ez a megnevezés már magában foglalta az élő szerepjáték legfőbb motívumait, ahogy az az Egyesült Államokban és Európában fejlődött: az esemény általában a szabadban zajlik, a játékosok improvizálják a maguk részét a játékban (a meghatározott szabálykönyv szerint, amit egy játékmester felügyel) és a központi téma általában valamilyen harc, küzdelem. A történelmi játékok a későbbiekben is kedvelt műfaja a LARP-oknak, de e mellett kedveltek még a fantasy, a horror és a sci-fi is. Például még az 1970-es évek végén szerveződtek a Logan futása című film alapján az első tudományos-fantasztikus LARP-ok. Majd 1981-ben „alapították”, Larry Niven és Steven Barnes Álompark című regénysorozatát alapul véve az International Fantasy Gaming Society (IFGS) nevű fiktív szervezetet (neve szintén a könyv alapján született), ami egy jövő-fikciós LARP eseményt szervezett, és 1987-re az Amerikai Egyesült Államok szerte elterjedt, így létre hoztak egy valós szervezetet, amely a különböző helyszíneken zajló játékokat szabványosítja.
Az 1980-as évektől az élő szerepjáték játékforma elkezdett világszerte is terjedni. A játék az Amerikai Egyesült Államok mellett a skandináv országokban különösen népszerű szabadidős tevékenység. Dániában a sportjellegű fantasy-kardvívást is gyakran a LARP-hoz sorolják. 2014-ben, egy nemzetközi „LARP-népszámláláson” több mint harmincezer játékos regisztrált.

## A LARP Magyarországon

### Magyarországi rendezvények
- Alkotók Szerep- és Társasjáték Tábor (Mátrafüred majd Pápateszér)
- ÁlomVilág Live (Budapest)
- Árnyvadászok szerepjátszó klub (Budapest)
- Brit-Szász Live (Tatabánya)
- Caelumi Játék (Gödöllő)
- Cell-Live – Demgardi Krónikák Archiválva 2016. június 4-i dátummal a Wayback Machine-ben (Celldömölk)
- Colonia Live (Tapolca)
- Csillagtorony | Nyári szerepjáték tábor Archiválva 2013. május 2-i dátummal a Wayback Machine-ben (Szelcepuszta)
- Fallout LARP (Pécel)
- Fátyolföld (Mezőtárkány)
- Fény és Sötétség LARP (Göd)
- Fireball Live (Jászberény)
- Foedus Viatorum
- Forsaken LARP (Budapest)[10]
- Holt Határ (Pilisborosjenő)
- I.M.O.La. szerepjáték tábor (Sötétvölgy)
- Intriopilis LARP (Debrecen)
- Krulada Live (Pilisborosjenő)
- LUMINA LARP (Jászfényszaru)
- Oracle LARP (Szeged)
- Ostromjáték
- Parthiscus Élő Szerepjáték Egyesület (Szeged)
- Reborn: After the Phoenix (Budapest, Gehenna OWoD Vampire Storyline)
- Rivergard LARP (Komárom)
- Sindeon szerepjáték tábor (Köveskál)
- S.T.A.L.K.E.R. Camp (Veszprém)
- Székelyföldi LARP
- Árnyasvár (Hejce)
- Rostallói szerepjáték tábor (Jásdi szerepjáték tábor)
- Nadil szerepjáték tábor (facebook oldala: https://www.facebook.com/nadilfantaziataborok/?locale=hu_HU (korábban két tábor volt naszin nadil és nadil naen, de egyesült a kettő a táborvezetők kiöregedése miatt)
- Caer Cadarn (Hejce)
- Völgytető (Ordaspuszta)
- Myd'Alair Fantáziatábor (http://mydalair.hu/ Archiválva 2020. június 27-i dátummal a Wayback Machine-ben)

## Forrás
- Hartyándi Mátyás: Szójátékok a „szerepjáték” kifejezéssel – Az analóg RPG-k és pedagógiai felhasználásuk (369-386. old.), jezsuitakiado.hu Embertárs 2018/4.
- Hartyándi Mátyás: Szerepjáték vagy RPG? A szerepjátszás eredete, kutatása és alkalmazása (11-29. old.) Kortárs 2024/10.
- Nagy Szimonetta: Szerepjáték a Lágymányoson Archiválva 2020. június 21-i dátummal a Wayback Machine-ben, ELTE TáTK HÖK kari lapja 11. évfolyam 2. szám, tatkontur.elte.hu – 2015. április 25.
- R. H. Más bőrében játszva , Heti Válasz 1. évfolyam 18. szám – 2001. augusztus 10. (online: adtplus.arcanum.hu)